# Janine Leal
Janine Leal Reyes (née le 13 novembre 1976 à Caracas) est une nutritionniste, animatrice de télévision et mannequin vénézuélienne.

## Télévision
| Année     | Émission                  | Rôle                       | Chaîne            |
| --------- | ------------------------- | -------------------------- | ----------------- |
| 2003      | Súper cuatro              | Mannequin                  | Venevisión        |
| 2004-2008 | Vamos con todo            | Animatrice                 | RTS               |
| 2005      | Gran Hermano del Pacífico | Animatrice                 | RTS               |
| 2009      | Amor, amor, amor          | Animatrice                 | Frecuencia Latina |
| 2010-2016 | Mujeres primero           | Animatrice                 | La Red            |
| 2012      | Mañaneros                 | Panéliste                  | La Red            |
| 2013      | Intrusos                  | Panéliste                  | La Red            |
| 2014      | Mañaneros                 | Présentatrice remplacement | La Red            |
| 2014      | Sin Dios ni Late          | Elle-même (Invitée)        | Zona Latina       |